# Chromileptes altivelis
El mero jorobado o mero pantera (Chromileptes altivelis), en Australia más conocido como bacalao barramundi, es una especie de peces de la familia Serranidae. Se encuentra en Australia, China, Guam, Hong Kong, India, Indonesia, Japón, Kenia, Malasia, Nueva Caledonia, Islas Marianas del Norte, Papúa Nueva Guinea, el Filipinas, Pitcairn, Singapur, Taiwán, Tailandia, Vietnam, posiblemente Mozambique, y, Vanuatu. Su hábitat natural son los arrecifes de coral y costeros lagos salinos. Está amenazado por la pérdida de hábitat.
- Wikimedia Commons alberga una galería multimedia sobre Chromileptes altivelis.

## En el acuario
El mero pantera es mantenido en acuarios marinos. Gran cuidado debe ser tomado en la compra de este pez ya que alcanzan un tamaño de 5 dm (20 pulgadas) y es un pez de crecimiento muy rápido. Como este pez se vende normalmente, mientras que solo un par de pulgadas de largo, a menudo es comprado mientras que los pequeños solo para superar el acuario en cuestión de meses. Su tamaño adulto grande y rápida tasa de crecimiento significa que solo se debe mantener en un acuario de 1000 L o más grande. Asimismo, no debe mantenerse con peces como las damiselas, que será casi seguro que se los comen.
Si se mantiene en las condiciones adecuadas este es un pez muy resistente y de larga vida.